# Jörn Kux
Jörn Kux (* 1970 in Hamburg) ist ein deutscher Filmkomponist und Musikproduzent.

## Leben
Jörn Kux studierte Jazzgitarre und Cello an der Hochschule für Künste Bremen. Er betätigte sich als Musiker/Singer-Songwriter und betreibt seit 2002 seine Kuxstudios zur Produktion von Filmmusik. Er ist Dozent für Musikproduktion an der Hamburg School of Music.

## Filmografie (Auswahl)
- 1998: Wolffs Revier (Fernsehserie, eine Folge)
- 2003–2021: Großstadtrevier (Fernsehserie, 111 Folgen)
- 2004: Ausreißer (Kurzfilm)
- 2008: Was wenn der Tod uns scheidet?
- 2012: Die Kirche bleibt im Dorf
- 2013–2014: Die Kirche bleibt im Dorf (Fernsehserie, 30 Folgen)
- 2015: Täterätää! – Die Kirche bleibt im Dorf 2
- 2016: Apropos Glück
- 2018: Endlich Gardasee!
- 2019: Und wer nimmt den Hund?
- 2020: Culpa
- 2022: Die Kanzlei – Reif für die Insel